# 海杰什德
海杰什德，是匈牙利维斯普雷姆州所辖的一个村，总面积11.05平方公里，总人口153，人口密度13.8人/平方公里（2010年1月1日）。